# Anna Diedrich
Anna Katarina Elisabeth Diedrich, född Nordin 2 augusti 1865 i Hedvig Eleonora församling, död 17 augusti 1926 i Solna, var en svensk skådespelare.
Hon var dotter till Erik Nordin och Maria Kristina Widegren. Diedrich scendebuterade som elvaåring vid Nya Teaterns balett. Hon turnerade i landsorten med sin syster Hulda Lundin samt med John Lianders operettsällskap. Därutöver gjort hon femton filmroller med debut 1913 i Mannekängen. Hon spelade mor Lisa i Värmlänningarna (1921) och Anderssonskan i Anderssonskans Kalle (1922).
Anna Diedrich var gift med skeppsmäklare J. Diedrich i Malmö.

## Filmografi
- 1913 – Mannekängen
- 1916 – Kampen om hans hjärta
- 1917 – Tösen från Stormyrtorpet
- 1917 – Thomas Graals bästa film
- 1917 – Alexander den Store
- 1919 – Åh, i morron kväll
- 1919 – Ingmarssönerna
- 1920 – Carolina Rediviva
- 1921 – Värmlänningarna
- 1922 – Anderssonskans Kalle
- 1923 – Mälarpirater
- 1923 – Andersson, Pettersson och Lundström
- 1923 – Anderssonskans Kalle på nya upptåg
- 1924 – Herr Vinners stenåldersdröm
- 1926 – Dollarmillionen